# Fréterive
Fréterive és un municipi francès situat al departament de la Savoia i a la regió d'Alvèrnia-Roine-Alps. L'any 2007 tenia 443 habitants.

## Demografia

### Població
El 2007 la població de fet de Fréterive era de 443 persones. Hi havia 178 famílies de les quals 44 eren unipersonals (24 homes vivint sols i 20 dones vivint soles), 59 parelles sense fills, 67 parelles amb fills i 8 famílies monoparentals amb fills.
La població ha evolucionat segons el següent gràfic:
Habitants censats

### Habitatges
El 2007 hi havia 233 habitatges, 179 eren l'habitatge principal de la família, 23 eren segones residències i 31 estaven desocupats. 211 eren cases i 19 eren apartaments. Dels 179 habitatges principals, 135 estaven ocupats pels seus propietaris, 29 estaven llogats i ocupats pels llogaters i 14 estaven cedits a títol gratuït; 1 tenia una cambra, 7 en tenien dues, 26 en tenien tres, 44 en tenien quatre i 100 en tenien cinc o més. 147 habitatges disposaven pel capbaix d'una plaça de pàrquing. A 69 habitatges hi havia un automòbil i a 91 n'hi havia dos o més.

### Piràmide de població
La piràmide de població per edats i sexe el 2009 era:
| Homes | Edats   | Dones |
| ----- | ------- | ----- |
| 0     | 95 o +  | 0     |
| 0     | 90 a 94 | 0     |
| 0     | 85 a 89 | 8     |
| 0     | 80 a 84 | 8     |
| 12    | 75 a 79 | 8     |
| 12    | 70 a 74 | 8     |
| 12    | 65 a 69 | 8     |
| 4     | 60 a 64 | 20    |
| 16    | 55 a 59 | 16    |
| 16    | 50 a 54 | 4     |
| 8     | 45 a 49 | 20    |
| 20    | 40 a 44 | 12    |
| 20    | 35 a 39 | 16    |
| 24    | 30 a 34 | 40    |
| 9     | 25 a 29 | 4     |
| 4     | 20 a 24 | 8     |
| 24    | 15 a 19 | 8     |
| 20    | 10 a 14 | 8     |
| 16    | 5 a 9   | 12    |
| 16    | 0 a 4   | 20    |

## Economia
El 2007 la població en edat de treballar era de 300 persones, 220 eren actives i 80 eren inactives. De les 220 persones actives 206 estaven ocupades (116 homes i 90 dones) i 14 estaven aturades (5 homes i 9 dones). De les 80 persones inactives 36 estaven jubilades, 21 estaven estudiant i 23 estaven classificades com a «altres inactius».

### Ingressos
El 2009 a Fréterive hi havia 199 unitats fiscals que integraven 493,5 persones, la mediana anual d'ingressos fiscals per persona era de 18.871 €.

### Activitats econòmiques
Dels 24 establiments que hi havia el 2007, 5 eren d'empreses de construcció, 8 d'empreses de comerç i reparació d'automòbils, 2 d'empreses de transport, 1 d'una empresa financera, 1 d'una empresa immobiliària, 5 d'empreses de serveis, 1 d'una entitat de l'administració pública i 1 d'una empresa classificada com a «altres activitats de serveis».
Dels 5 establiments de servei als particulars que hi havia el 2009, 2 eren fusteries, 2 electricistes i 1 agència immobiliària.
L'únic establiment comercial que hi havia el 2009 era una floristeria.
L'any 2000 a Fréterive hi havia 32 explotacions agrícoles que ocupaven un total de 432 hectàrees.

## Equipaments sanitaris i escolars
El 2009 hi havia una escola elemental.

## Poblacions més properes
El següent diagrama mostra les poblacions més properes.